# Cynathea obliterata
Cynathea obliterata är en spindelart som beskrevs av Simon 1895. Cynathea obliterata ingår i släktet Cynathea och familjen krabbspindlar.
Artens utbredningsområde är Gabon. Inga underarter finns listade i Catalogue of Life.